# Xã Tyrone, Quận Franklin, Illinois
Xã Tyrone (tiếng Anh: Tyrone Township) là một xã thuộc quận Franklin, tiểu bang Illinois, Hoa Kỳ. Năm 2010, dân số của xã này là 4.653 người.